# Forever Changes
Forever Changes – trzeci album studyjny amerykańskiego zespołu rockowego Love. Album został wydany 1 listopada 1967 nakładem wytwórni Elektra.
Płyta została uznana przez krytyków za jeden z najbardziej wpływowych albumów wszech czasów. Album znalazł się na 40. miejscu w rankingu 500 najlepszych albumów magazynu „Rolling Stone” w 2003 roku.

## Utwory
źródło:.
strona 1
| 1. | „Alone Again Or”         | 3:15  |
|    |                          |       |
| 2. | „A House Is Not a Motel” | 3:25  |
|    |                          |       |
| 3. | „Andmoreagain”           | 3:15  |
|    |                          |       |
| 4. | „The Daily Planet”       | 3:25  |
|    |                          |       |
| 5. | „Old Man”                | 2:57  |
|    |                          |       |
| 6. | „The Red Telephone”      | 4:45  |
|    |                          |       |
|    |                          | 21:02 |
|    |                          |       |
strona 2
| 1. | „Maybe the People Would Be the Times or Between Clark and Hilldale” | 3:30  |
|    |                                                                     |       |
| 2. | „Live and Let Live”                                                 | 5:24  |
|    |                                                                     |       |
| 3. | „The Good Humor Man He Sees Everything Like This”                   | 3:00  |
|    |                                                                     |       |
| 4. | „Bummer in the Summer”                                              | 2:20  |
|    |                                                                     |       |
| 5. | „You Set the Scene”                                                 | 6:49  |
|    |                                                                     |       |
|    |                                                                     | 21:03 |
|    |                                                                     |       |

## Muzycy
źródło:.
- Arthur Lee – śpiew, gitara, aranżacje
- Johnny Echols – gitara
- Bryan MacLean – gitara, chórki, aranżacje (śpiew w „Alone Again Or” i „Old Man”)
- Ken Forssi – gitara basowa
- Michael Stuart – perkusja, instrumenty perkusyjne, wokal wspierający

oraz
- David Angel – aranżacja (A1, A5), orkiestra (A2-A4, A6-B5)